# Reparto prevenzione crimine
Il Reparto Prevenzione Crimine (spesso abbreviato con la sigla R.P.C.) è un reparto della Polizia di Stato italiana, nato nella metà degli anni 90 con l’obiettivo di disporre di una task force di pronto intervento che possa intervenire in modo veloce nei teatri operativi più impegnativi a livello nazionale, andando a rafforzare i dispositivi locali di prevenzione e controllo del territorio.

## Storia
È un ufficio di creazione relativamente recente ovvero risale alla metà degli anni '90.
Inizialmente, è stato denominato "Nucleo prevenzione crimine" dopodiché nel 1996, diventa R.P.C. ossia "Reparto prevenzione crimine". La sua struttura, originariamente suddivisa in 8 direzioni e 10 sezioni distaccate, sarà poi riorganizzata nell'ottobre del 2007, arrivando così agli attuali 21 reparti, di fatto “strategicamente” dislocati su tutto il territorio nazionale.
Tutti i reparti prevenzione crimine dipendono direttamente dalla Direzione centrale anticrimine (D.A.C.), alla quale, di volta in volta, le varie Questure debbono formalmente rivolgersi per richiederne l'impiego sui rispettivi territori provinciali.

## Funzioni
Il più delle volte i reparti prevenzione crimine operano nell'ambito dell'attività di controllo del territorio in sinergia con gli equipaggi della Squadra Volante, struttura operativa facente parte dell'U.P.G.S.P. (Ufficio prevenzione generale soccorso pubblico) ovvero l'ufficio da sempre preposto a detta specifica attività, e per l'appunto presente in tutte le questure d'Italia. I reparti prevenzione crimine rappresentano una grande risorsa strategica per tutte quelle realtà territoriali ove i fenomeni criminali particolarmente complessi, sono difficilmente aggredibili con le sole risorse locali. Non a caso, questi reparti, sono anche conosciuti come la task force di intervento rapido della Polizia di Stato.

## Struttura
Come già detto in precedenza attualmente il reparto prevenzione crimine è suddiviso in 21 reparti dislocati sull'intero suolo nazionale e sono composti da più di mille unità. Le basi operative sono:
- Milano - Reparto prevenzione crimine “Lombardia”
- Padova - Reparto prevenzione crimine “Veneto”
- Torino - Reparto prevenzione crimine “Piemonte”
- Genova - Reparto prevenzione crimine “Liguria”
- Bologna - Reparto prevenzione crimine “ Emilia Romagna Orientale”
- Reggio Emilia - Reparto prevenzione crimine “Emilia Romagna Occidentale”
- Firenze - Reparto prevenzione crimine "Toscana"
- Perugia - Reparto prevenzione crimine "Umbria-Marche
- Pescara - Reparto prevenzione crimine "Abruzzo"
- Roma - Reparto prevenzione crimine "Lazio"
- Napoli - Reparto prevenzione crimine "Campania"
- Bari - Reparto prevenzione crimine "Puglia Centrale"
- San Severo (Foggia) - Reparto prevenzione crimine "Puglia Settentrionale"
- Lecce - Reparto prevenzione crimine “Puglia Meridionale”
- Potenza - Reparto prevenzione crimine "Basilicata"
- Rende (Cosenza) - Reparto prevenzione crimine "Calabria Settentrionale"
- Vibo Valentia - Reparto prevenzione crimine "Calabria Centrale"
- Siderno (Reggio Calabria) - Reparto prevenzione crimine "Calabria Meridionale"
- Palermo - Reparto prevenzione crimine "Sicilia Occidentale"
- Catania - Reparto prevenzione crimine "Sicilia Orientale"
- Abbasanta (Oristano) - Reparto prevenzione crimine "Sardegna"

## Equipaggiamento
Per quanto attiene all'equipaggiamento di autotutela, non vi è differenza alcuna tra il materiale in dotazione ai R.P.C. e alle volanti (dal mese di luglio 2014 è identico come divise e cinturone per quanto riguarda la divisa ordinaria, mentre in divisa operativa si differenzia per il colore nero della buffetteria, cinturone, fondina e porta manette), fatta eccezione per lo scudetto distintivo (apposto sulla manica sinistra) che, per l'appunto, caratterizza l'appartenenza ad ogni singolo reparto operativo della Polizia di Stato.
Con riferimento ai mezzi di trasporto utilizzati sono diversi da quelli delle Volanti. Infatti, le auto impiegate, sono BMW 320 GTouring, Subaru Forester e Lancia Delta e dal 2017 viene impiegata la Jeep Renegade e la Alfa Romeo Giulietta. Queste ultime tre dotate di nuova livrea e logo reparto.

## Galleria d'immagini

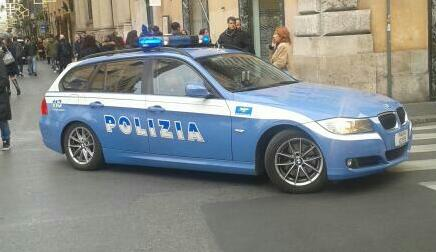
Una BMW 320d Touring
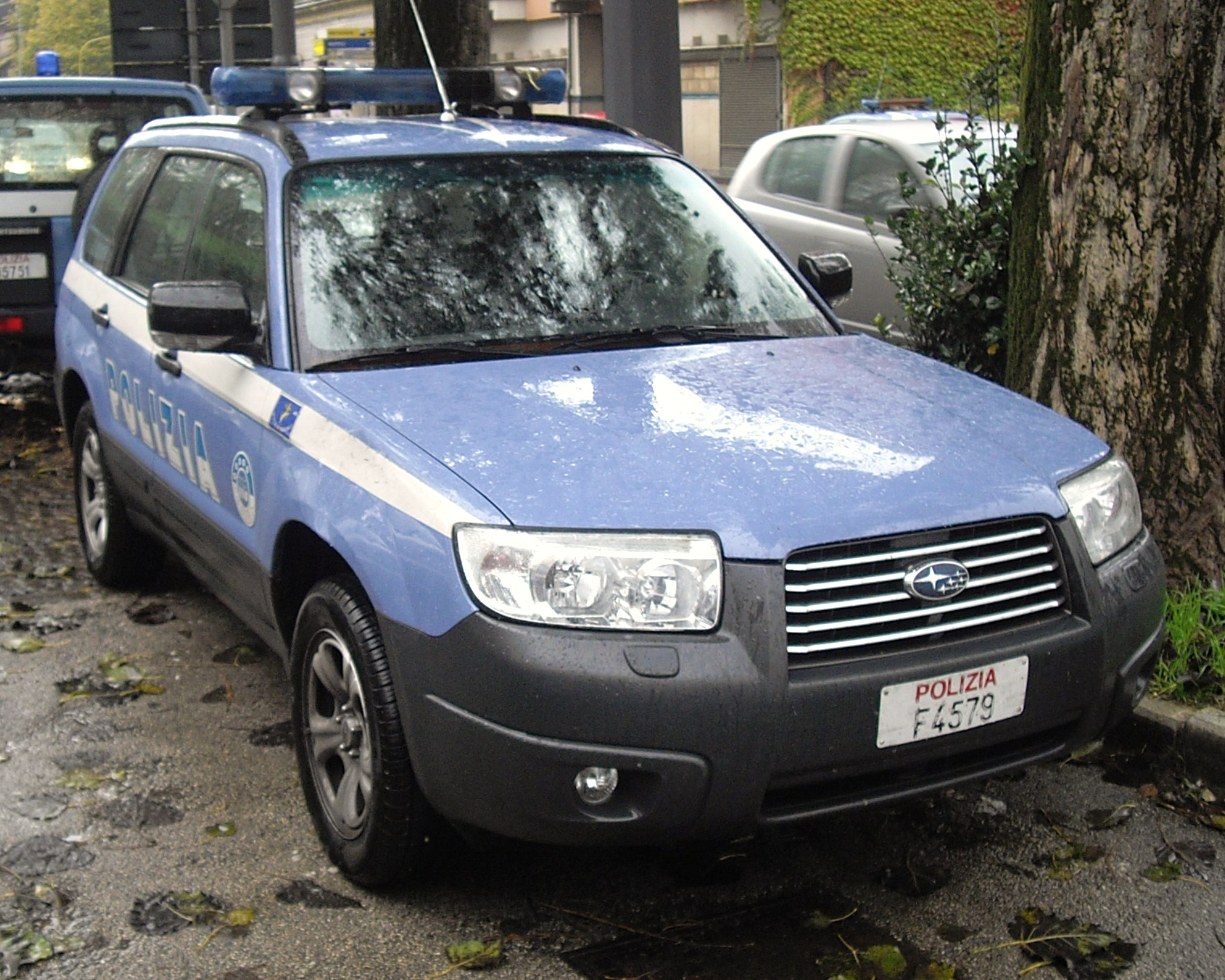
Una Subaru Forester di terza generazione
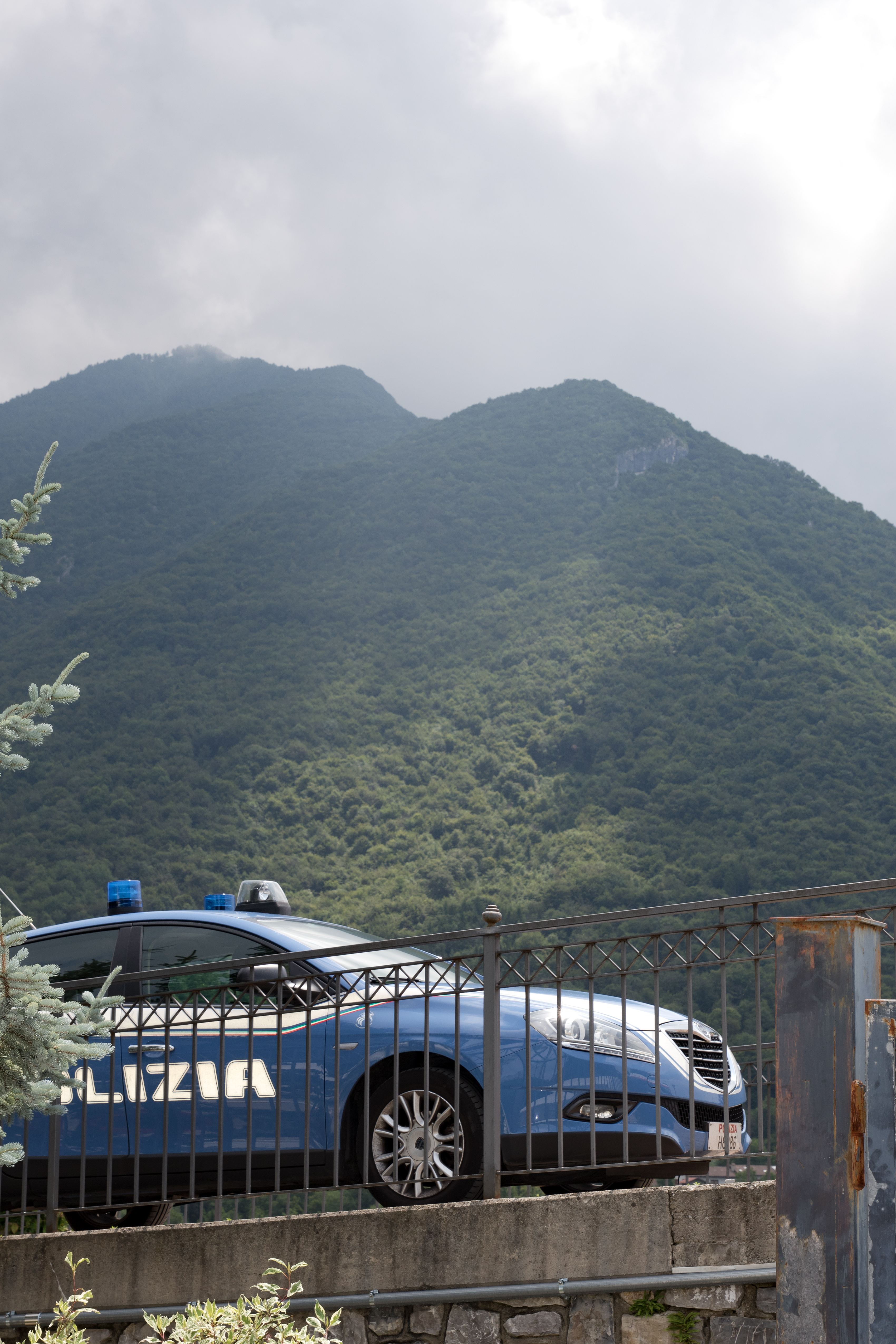
Una Lancia Delta, primo modello ad avere la nuova livrea della Polizia di Stato